# 多明尼加共和國國家女子足球隊
多明尼加國家女子足球隊 (西班牙語：Selección femenina de fútbol de República Dominicana) 是代表多明尼加參加國際女子足球賽事的國家隊，由多明尼加共和國足協（西班牙語：Federación Dominicana de Fútbol）管轄，並參與中北美洲及加勒比海足球協會旗下的比賽。

## 外部連結
- Official website 的存檔，存档日期19 August 2010.
- FIFA profile